# Manuel Buelta
Manuel Buelta Rojo (Hacienda "San José", Teapa, Tabasco, Nueva España, Imperio Español, 1 de enero de 1801  -  Teapa, Tabasco, México, 30 de agosto de 1857) fue un político mexicano que nació en el estado de Tabasco, llegando a ser gobernador del estado en 1832.

## Primeros años
Nació en la Hacienda de San José, municipio de Teapa el 1 de enero de 1801. Era hijo del matrimonio formado por José María Buelta y María Rojo. Contrajo matrimonio con Faustina Alfaro. Realizó sus estudios de primaria en la villa de  Santiago de Teapa y posteriormente ingresó al seminario conciliar de Chiapas. En 1820 ocupó el cargo de Regidor y Síndico en el Ayuntamiento de Teapa, y en 1826 se desempeñó como encargado de la Jefatura Política del Partido de Teapa. Cinco años después, en 1831 fue nombrado Magistrado del Tribunal Supremo de Justicia del Estado, y en 1832 fue elegido Vicegobernador de Tabasco.

## Gobernador de Tabasco
A la muerte del gobernador José Rovirosa, ocurrida el 26 de septiembre de 1832, se realizaron comicios extraordinarios, resultando ganador para el cargo de Gobernador del estado, Manuel Buelta, siendo el quinto Gobernador Constitucional del Estado, mientras que para Vicegobernador fue elegido Antonio Conde García y como Subvicegobernador Juan de Dios Salazar, debiendo durar dos años en sus respectivos cargos según la Constitución local de 1831.
El gobernador Manuel Buelta, acogió la Reforma Liberal, esto ocasionó que en abril de 1833 el ala conservadora tabasqueña atentara contra el gobierno local mediante diversas publicaciones y un alzamiento en Cunduacán, pero meses después, estalló abiertamente el ataque centralista contra Buelta.
Durante el gobierno de Buelta, se suscitaron muchos levantamientos militares, entre los que sobresalen por su tamaño, los encabezados por Evarísto Sánchez, ferviente centralíita de fama en la Chontalpa, quien dirigió un alzamiento militar entre octubre y noviembre de 1833, sin embargo, fue derrotado y capturado en Ocuapan, Huimanguillo por Fernando Nicolás Maldonado.

### Epidemia de cólera morbus
Aunado a los diversos alzamientos militares, Manuel Buelta tuvo que hacer frente en 1833 a la terrible epidemia de cólera morbus que azotó el estado, causando la muerte de 4 020 personas. Durante esta epidemia, destacó la labor del gobernador Manuel Buelta, que donó dinero para antisépticos, medicinas, sostén de brigadas de socorro, para recogedores de enfermos, sepultureros, sobresaliendo también el médico francés Francisco Corroy, quien atendía en el Hospital "San Lázaro" de Villahermosa, el boticario Manuel Ponz y Ardil que regaló suministros, y los religiosos Eduardo de Moncada y Felipe del Prado. Manuel Buelta, recorría las calles y casas de la capital del estado, así como las principales poblaciones, apoyando con los escasos suministros médicos a la población necesitada.

"El 5 de diciembre de 1833 se declaró el cólera morbus en el pequeño puerto de Frontera(...)en la capital San Juan Bautista la epidemia estaba en toda su fuerza y otra calimidad, no menos funesta, la guerra civil, se hallaba en vísperas de estallar..."
Juan Federico Maximiliano, barón de Waldeck. 1833

### Guerra civil (1834)
Al gobierno de Buelta, se le fue en tratar de sofocar los diversos alzamientos militares de los centralistas en el estado, a principios de marzo de 1834, los centralistas amenazaron de nuevo al gobierno liberal de Buelta, agudizado por el distanciamiento entre el gobernador y el comandante Mariano Martínez, ya que este último había malversado fondos, lo que ocasionó que Martínez se aliara con Evaristo Sánchez y lo dejara escapar de prisión, así los centralistas obligaron a varias autoridades a dimitir.
Los últimos alzamientos militares fueron encabezados por Santiago Duque de Estrada y el general Mariano Martínez de Lejarza quienes apoyaban las tendencias centralistas y clericales del Presidente Antonio López de Santa Anna. Martínez sitió y bombardeó la capital del estado, tomando la ciudad y provocando la salida del gobernador Buelta. Esto desencadenó una nueva guerra civil entre centralistas y federalistas.
Buelta, no pudiendo aguantar más, y ante la negativa del Vicegobernador Antonio Conde para hacerse cargo del gobierno, optó por dejar el gobierno en manos del Subvicegobernador Juan de Dios Salazar, aunque sin solicitar licencia, por lo que el Ayuntamiento de San Juan Bautista, inició por medio de un acta levantada el 23 de marzo de 1834, la destitución de Buelta como gobernador.
El federalista Fernando Nicolás Maldonado, Inspector de Milicias, se alzó en armas contra Mariano Martínez y los demás centralistas que habían derrocado al gobernador Buelta y ocupado la capital, y el 26 de marzo a las 12 del día atacó la ciudad, mientras que las tropas del General Mariano Martínez se apostaron en el Fortín de la Encarnación y demás edificios. Después de varios intentos por tomar la ciudad, Maldonado optó por retirarse. La guerra civil, culminaría hasta julio de ese año, con el triunfo de los centralistas tabasqueños, quienes además reafirmaron su triunfo en las elecciones de ese mes.

### Destitución
En pago a sus servicios durante la epidemia de cólera, los enemigos políticos de Buelta consiguieron no solo despojarlo de la gubernatura, sino que lograron que el Congreso del Estado lo declarara más tarde "traidor a la patria".
El 23 de septiembre de 1834, 25 representantes de los barrios de la capital del estado, se reunieron para solicitar la separación definitiva del gobernador Manuel Buelta, por haberse ausentado de la ciudad.

## Intervención estadounidense
Durante la Intervención estadounidense en Tabasco, el General Manuel Buelta, organizó un ejército de patriotas tabasqueños y se puso a las órdenes del gobernador Juan Bautista Traconis luchando contra los estadounidenses en el Fuerte de Acachapan en 1846. Posteriormente en 1847 durante la Segunda Batalla de Tabasco se puso a las órdenes del entonces gobernador Justo Santa Anna.

## Fallecimiento
Retirado a la vida privada, falleció en la villa de Teapa el 30 de agosto de 1857, siendo sepultado en su hacienda "Morelia", sobre una colina al sur de la finca. Su nombre está escrito en el "Muro de Honor del estado de Tabasco" y muchas calles y comunidades tabasqueñas, llevan su nombre.